# Thorsten Schilling

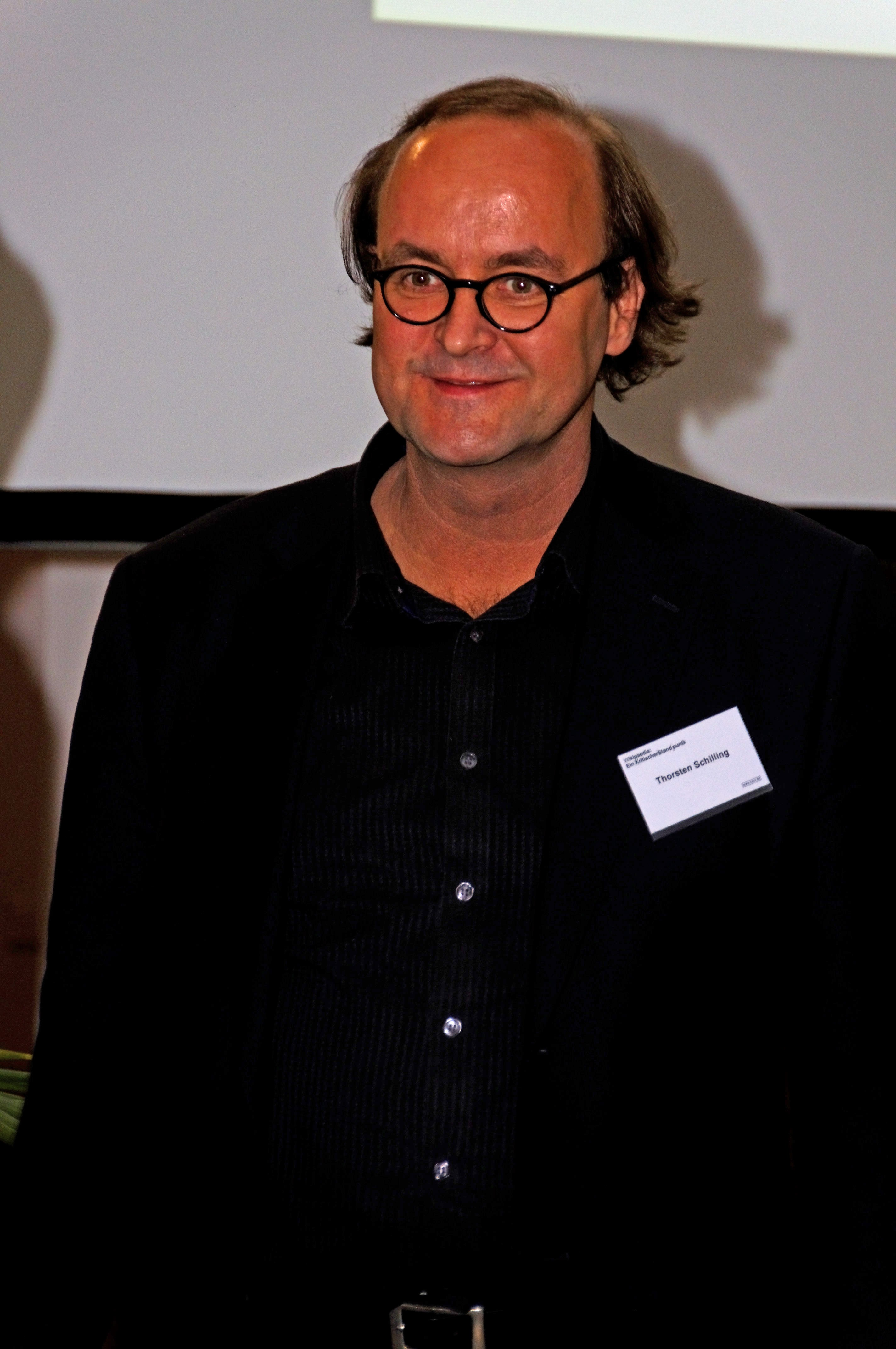
Thorsten Schilling (2010)

Thorsten Schilling (* 1960 in Dresden) ist ein deutscher Journalist und Chefredakteur des fluter – Magazin der Bundeszentrale für politische Bildung.

## Leben
Thorsten Schilling studierte von 1982 bis 1986 Philosophie und Marxismus-Leninismus in Leipzig, danach war er freischaffend in Berlin (Ost). Am 7. Juli 1989 erfolgte die Ausweisung aus der DDR.
Von 1990 bis 1991 war er Pressesprecher des Magistrats von Berlin (Ost) und von 1991 bis 1994 Pressesprecher des Senators für Jugend und Familie in Berlin. Ab 1995 arbeitet er als Projektmanager u. a. für Galerie Eigen+Art, Berlin Biennale für zeitgenössische Kunst. Im Rahmen documenta X organisierte er 1997 gemeinsam mit Geert Lovink, Pit Schultz u. a. den Hybrid WorkSpace als temporäres Medienlabor. Schilling war 1998 Gründungsmitglied von mikro e.V. und bis 2000 Vorsitzender des Vereins zur Pflege der Medienkulturen in Berlin. Es folgte ein kurzes Zwischenspiel als Director Corporate Communications der Softwarefirma Subotnic 1999–2000. Seit Oktober 2000 ist er Leiter des Fachbereichs Multimedia & IT der Bundeszentrale für politische Bildung. Schilling lebt zurzeit in Bonn und Berlin.

## Belege
1. ↑  Archivierte Kopie (Memento des Originals vom 6. Juni 2009 im Internet Archive)  Info: Der Archivlink wurde automatisch eingesetzt und noch nicht geprüft. Bitte prüfe Original- und Archivlink gemäß Anleitung und entferne dann diesen Hinweis.
2. ↑  http://www.wzb.eu/wissenswert/PDF/Kurzbiographie%20Thorsten%20Schilling.pdf@1@2Vorlage:Toter+Link/www.wzb.eu+(Seite+nicht+mehr+abrufbar,+festgestellt+im+Mai+2019.+Suche+in+Webarchiven) Datei:Pictogram+voting+info.svg Info:+Der+Link+wurde+automatisch+als+defekt+markiert.+Bitte+prüfe+den+Link+gemäß+Anleitung+und+entferne+dann+diesen+Hinweis.